# M50ガスマスク

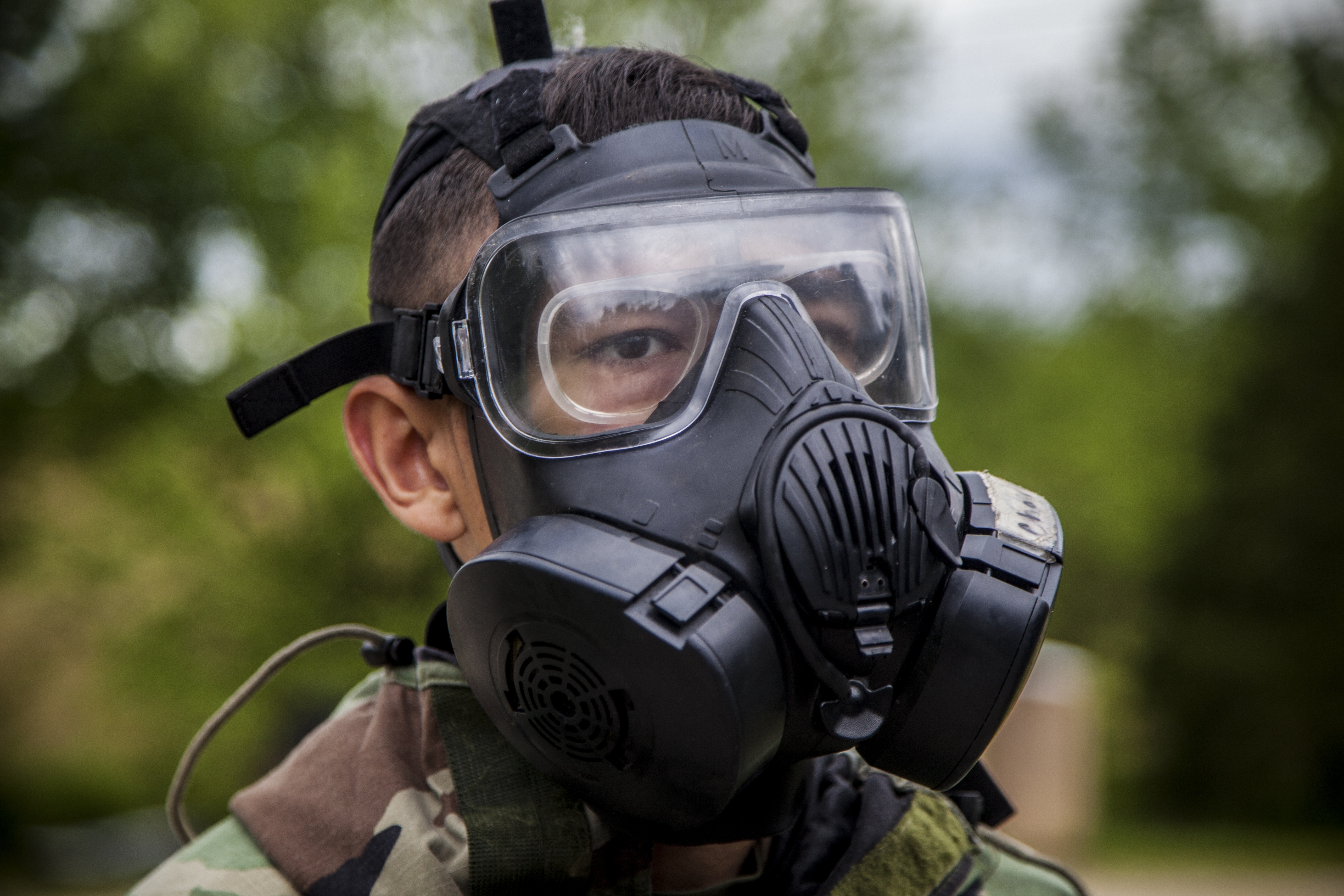
M50を着用した海兵隊員。マスクの透明板の内側に、視力矯正用の眼鏡が装着されている。

M50ガスマスク（M50 Joint Service General Purpose Mask）は2009年12月から運用が開始されたアメリカ軍、オランダ軍、フィンランド軍のガスマスクである。M40ガスマスクを代替する予定である。

## 概要
M50は労働安全衛生庁(OSHA)と全米防火協会(NFPA)から認可を受けている。M50は化学兵器・生物兵器に対する国防総省の統合防御機材プログラムに従って作られており、小型軽量で不快感を減らし、より効果的である。メンテナンスまで含めたライフサイクルコストは、M40よりも50パーセント低減されている。
M50は広い視野を確保する目的で、顔を横断するように一枚の透明板が付けられている。光学機器といった他の各種装備と併用することも容易である。また面体の左右に2つの同型フィルターを備えており、これによって呼吸時の抵抗を50パーセント減らしている。面体のフィルター取り付け部には逆止弁が設けられ、フィルター交換時に有害物質が侵入することを防止している。M50水筒から飲水できる機能も備えているが、M40ガスマスクとは異なる部品を用いるために互換性は無い。
このガスマスクは核・化学・生物兵器や一般産業用の有害物質に汚染された状況下で24時間の連続使用ができる。もう一つの特徴として、フィルターの機能が使用に耐えなくなると白色から青色へ変わる指標が付けられている。